# Kemulta
Kemulta – wieś w Osetii Południowej, w regionie Dżawa. W 2015 roku liczyła 39 mieszkańców. Według władz nieuznawanej Osetii Południowej dwie miejscowości – Niżnij Kiemułta (ros. Нижний Кемулта, 27 mieszkańców) i Wierchnij Kiemułta (ros. Верхний Кемулта, 12 mieszkańców).